# Donavska divizija (Kraljevina Jugoslavija)
Donavska divizija je bila pehotna divizija Vojske Kraljevine Jugoslavije, ki je bila uničena med aprilsko vojno.
Divizijski štab je bil nastanjen v Beogradu.

## Organizacija
1. september 1939
- štab (Beograd)

- 2. pehotni polk (Beograd)
- 8. pehotni polk (Pančevo)
- 18. pehotni polk (Beograd)
- 2. samostojni artilerijski divizion (Beograd)
- 18. artilerijski polk (Bela Crkva)